# Primo martire

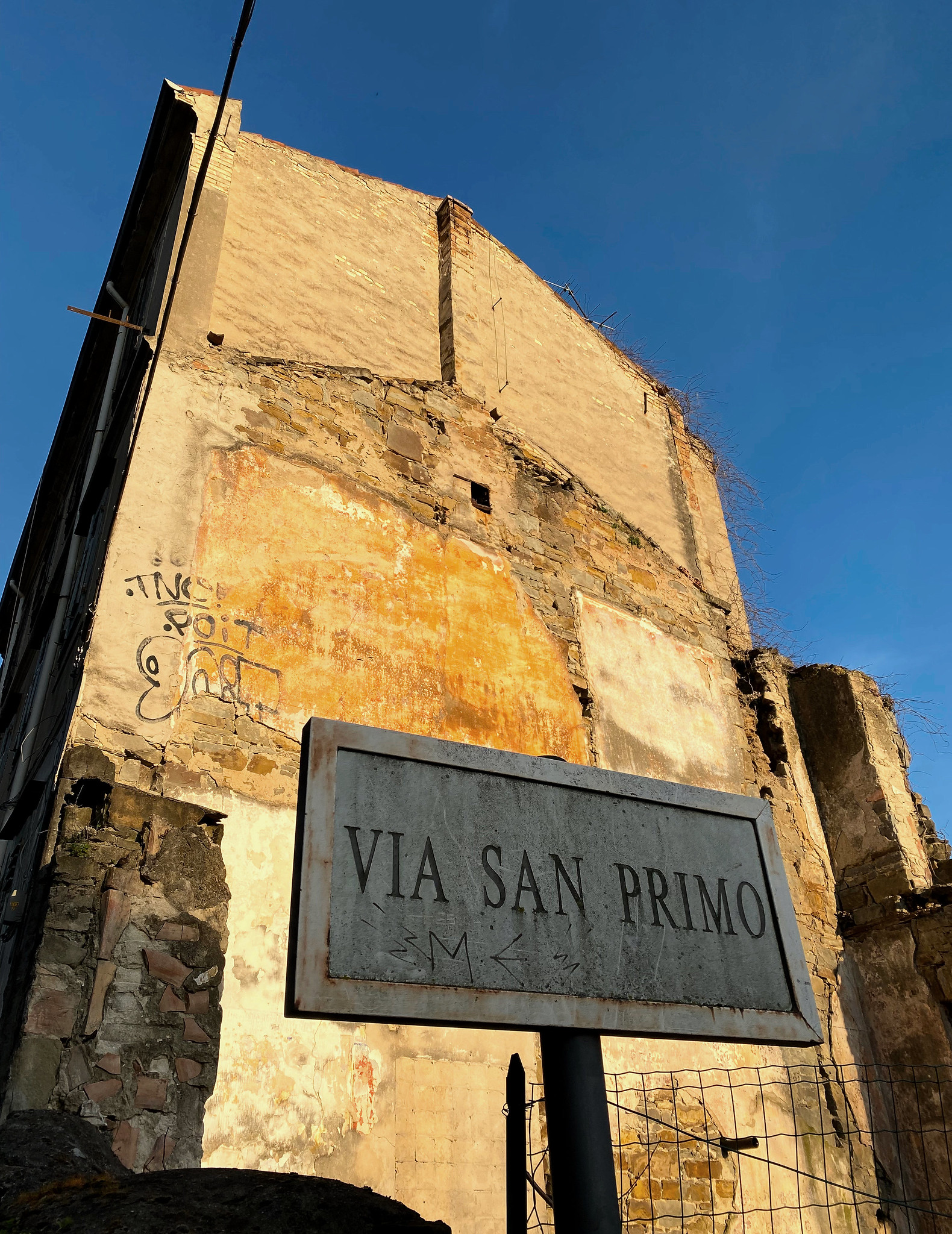

San Primo martire (301 circa – 305 circa) è stato un martire cristiano, mandato al supplizio in tenera età (4 anni ed 8 mesi) e venerato come santo dalla Chiesa cattolica.

## Agiografia
Poco sappiamo della storia di Primo, martirizzato davanti ai suoi familiari ai tempi dell'Imperatore Diocleziano. Forse era figlio di san Claudio e di santa Prepedigna - anch'essi martiri - e nipote di san Massimo e fratello di sant'Alessandro e sant'Aguzio. Certa però è l'età del piccolo Primo, riportata sulla lapide della tomba ove fu rinvenuto il corpo: quattro anni e otto mesi.

## Culto
Il corpo fu scoperto nella catacomba di Sant'Ippolito a Roma il 28 dicembre 1831. Agli scavi era presente anche il gesuita padre Silvestro Iacopucci, il quale ottenne in dono il corpicciolo per poterlo portare al proprio paese, Casabasciana, località presso Bagni di Lucca. Padre Silvestro morì prematuramente e l'opera fu portata a termine dal fratello di questi, padre Carlo Antonio Iacopucci, anch'egli gesuita, che fece costruire un'urna per riporvi il corpo rivestito con abiti preziosi. L'urna con il corpo fu imbarcata su un vascello che da Civitavecchia faceva vela verso il porto di Viareggio; qui l'urna, dopo aver sostato nella chiesa dei francescani di quella città, fu caricata su un carro fino a Lucca dove le reliquie furono venerate nella chiesa degli Angeli Custodi. Da Lucca, finalmente, fu portato fino a Bagni di Lucca e da qui, a spalla, fino a Casabasciana. Era il 25 maggio 1833. Per l'occasione tutto il popolo festante accorse lungo le strade e in processione. La Pieve di San Quirico e Giulitta fu parata solennemente e molte persone dei paesi vicini accorsero alla cerimonia. 
Da allora in poi san Primo è diventato protettore di quel paese e di quella gente. Ogni anno viene festeggiato la seconda domenica di agosto e una celebrazione particolare (e molto sentita dai paesani) viene celebrata nel pomeriggio del ferragosto con il canto dell'Inno proprio del Santo. Ogni 5 anni viene solennemente festeggiato e l'urna viene portata in processione per le vie del paese (solitamente l'urna rimane esposta alla venerazione dei fedeli sotto la mensa dell'altare maggiore).